# Mandsaur
Mandsaur è una suddivisione dell'India, classificata come municipality, di 116.483 abitanti, capoluogo del distretto di Mandsaur, nello stato federato del Madhya Pradesh. In base al numero di abitanti la città rientra nella classe I (da 100.000 persone in su).

## Geografia fisica
La città è situata a 24° 4' 0 N e 75° 4' 0 E e ha un'altitudine di 427 m s.l.m.

## Società

### Evoluzione demografica
Al censimento del 2001 la popolazione di Mandsaur assommava a 116.483 persone, delle quali 60.269 maschi e 56.214 femmine. I bambini di età inferiore o uguale ai sei anni assommavano a 15.611, dei quali 8.026 maschi e 7.585 femmine. Infine, coloro che erano in grado di saper almeno leggere e scrivere erano 82.936, dei quali 46.913 maschi e 36.023 femmine.